# Canton de drum

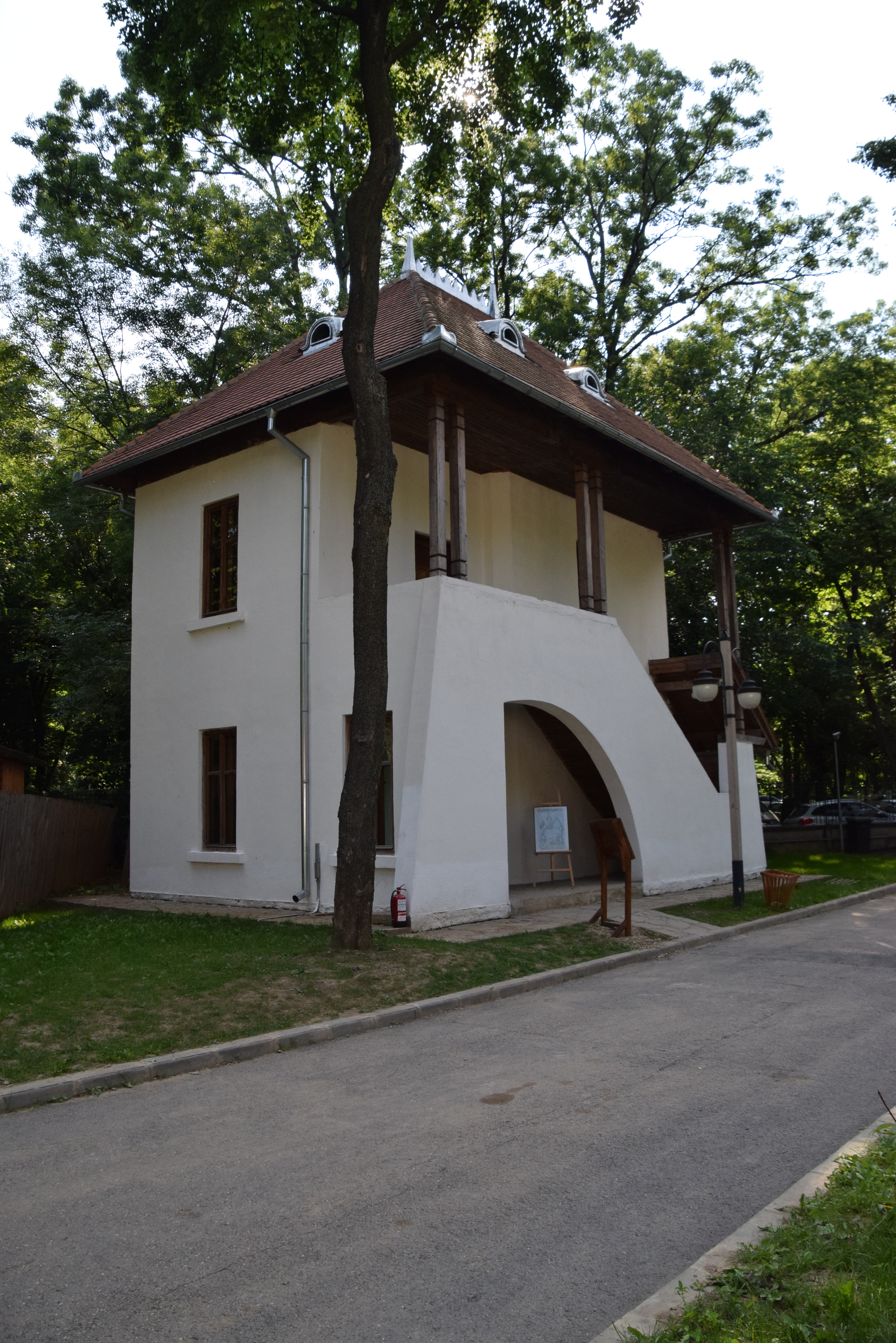
Canton de drum, Muzeul National al Satului

Cantonul de drum a fost un tip de clădire creată la sfârșitul secolului al XIX-lea pentru întreținerea drumurilor.
Parterul era destinat activităților curente iar etajul era locuința de serviciu a lucrătorului drumar și a familiei sale.
Cantoanele cu etaj în stil românesc au fost proiectate de arhitectul Ministerului Lucrărilor publice, Petre Antonescu.
Între București și Brașov pe DN1 se găsesc un număr de aproximativ 5 cantonane de drum.
În anul 1913 se găseau un număr de 32 de cantoane.

Situația Cantoanelor de drum la 1913

Situația Cantoanelor de drum la 1913